# Lasioglossum melli
Lasioglossum melli är en biart som beskrevs av Ebmer 1996. Lasioglossum melli ingår i släktet smalbin, och familjen vägbin. Inga underarter finns listade i Catalogue of Life.